# Breteuil (Oise)
Pour les articles homonymes, voir Breteuil.
Breteuil est une commune française située dans le département de l'Oise, en région Hauts-de-France. Breteuil-sur-Noye n'est pas une appellation officielle.
Ses habitants sont appelés les Brituliens et les Brituliennes ou les Breteuillois et les Breteuilloises.

## Géographie

### Localisation

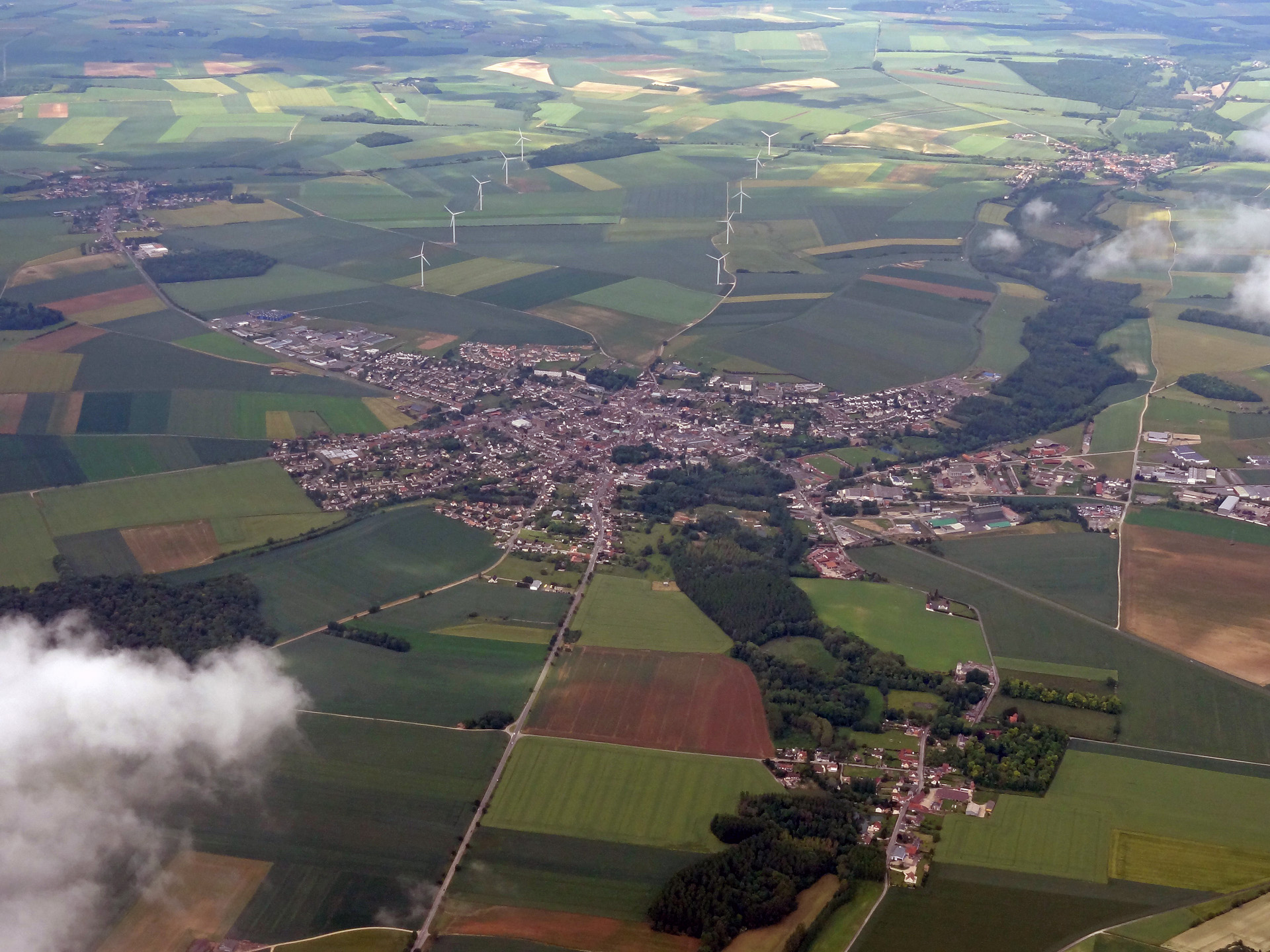
Vue aérienne de Breteuil en direction du nord, en 2014.

La commune est traversée par le méridien de Paris, communément appelé méridienne verte.
Non loin de la limite entre le Beauvaisis et le Santerre, Breteuil est historiquement une commune du Beauvaisis, elle est d'ailleurs un de ses principaux bourgs. Elle est la ville majeure du Vendeuillais ou Vendelois, petite région héritée d'un ancien pagus dont elle était le chef-lieu, qui avait fusionné avec le pagus de Beauvais pour former le Beauvaisis dès la fin du Haut Moyen-Âge, à l'instar des pagus de Chambly et Ressons-sur-Matz,,,. Au gré des descriptions et des aléas administratifs, certaines sources l'ont parfois confondue dans le Santerre,. La toponymie Breteuil en Beauvaisis est cependant attestée dès le XIIIe siècle.
Historiquement, Breteuil fut rattachée au diocèse de Beauvais, elle relevait juridiquement de l'élection de Montdidier en la généralité d'Amiens et militairement du Gouvernement de Picardie jusqu'à la Révolution.
Breteuil se trouve au cœur de diverses influences régionales : le plateau picard, l'Oise et l'Amiénois notamment grâce à la ligne de chemin de fer en partance de Breteuil-Embranchement (la ville se trouve tout près de la limite départementale), le Beauvaisis, le Santerre.

### Communes limitrophes
Les communes limitrophes sont  Beauvoir, Esquennoy, Hardivillers, Paillart, Rouvroy-les-Merles, Tartigny, Troussencourt et Vendeuil-Caply.
| Esquennoy     |                | Paillart                    |
| Hardivillers  | Breteuil       | Rouvroy-les-Merles Tartigny |
| Troussencourt | Vendeuil-Caply | Beauvoir                    |

### Hydrographie

#### Réseau hydrographique
La commune est située dans le bassin Artois-Picardie. La ligne de partage des eaux rattache Breteuil et la vallée de la Noye au bassin de la Somme et non à celui de l'Oise, alors que la ville fait partie du département de l'Oise. Elle est drainée par la Noye, le Gué du Nil, la Ferme et la rivière la Noye,.
La Noye, d'une longueur de 33 km, prend sa source dans la commune de Vendeuil-Caply et se jette  dans l'Avre à Boves, après avoir traversé 13 communes. 

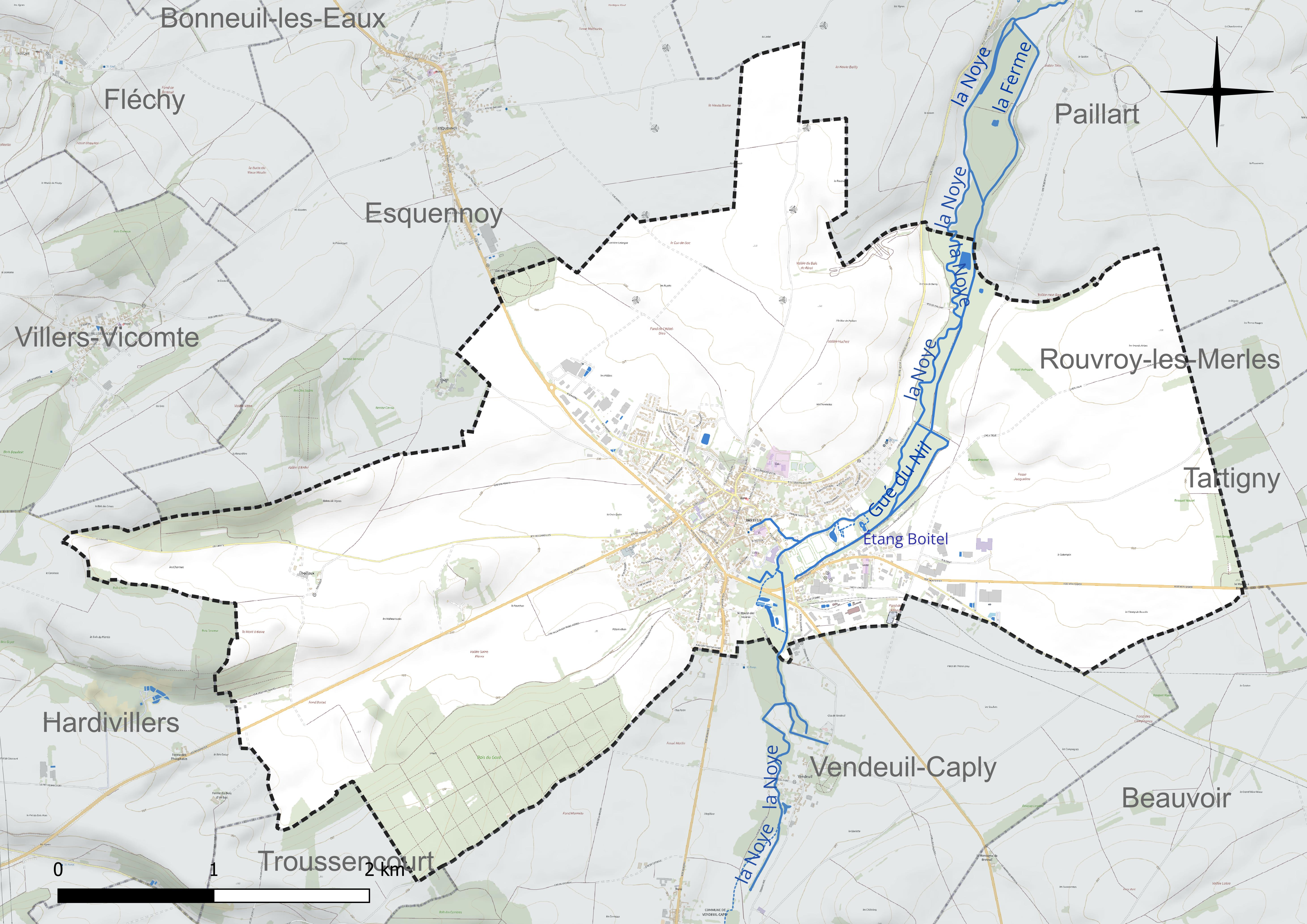
Réseau hydrographique de Breteuil.

Un plan d'eau complète le réseau hydrographique : l'étang Boitel (0,1 ha),.

#### Gestion et qualité des eaux
Le territoire communal est couvert par le schéma d'aménagement et de gestion des eaux (SAGE) « Sensée ». Ce document de planification concerne un territoire de 1 835 km2 de superficie, délimité par le bassin versant de la Somme canalisée. Le périmètre a été arrêté le 29 avril 2010 et le SAGE proprement dit a été approuvé le 6 août 2019. La structure porteuse de l'élaboration et de la mise en œuvre est le syndicat mixte d'aménagement hydraulique du bassin versant de la Somme (AMEVA). 
La qualité des cours d'eau peut être consultée sur un site dédié géré par les agences de l'eau et l'Agence française pour la biodiversité. 

### Climat
Pour des articles plus généraux, voir Climat des Hauts-de-France et Climat de l'Oise.
En 2010, le climat de la commune est de type climat océanique dégradé des plaines du Centre et du Nord, selon une étude du CNRS s'appuyant sur une série de données couvrant la période 1971-2000. En 2020, Météo-France publie une typologie des climats de la France métropolitaine dans laquelle la commune est exposée à un climat océanique et est dans la région climatique  Nord-est du bassin Parisien, caractérisée par un ensoleillement médiocre, une pluviométrie moyenne régulièrement répartie au cours de l'année et un hiver froid (3 °C).
Pour la période 1971-2000, la température annuelle moyenne est de 10,7 °C, avec une amplitude thermique annuelle de 14,2 °C. Le cumul annuel moyen de précipitations est de 696 mm, avec 11,4 jours de précipitations en janvier et 8,1 jours en juillet. Pour la période 1991-2020, la température moyenne annuelle observée sur la station météorologique la plus proche, située sur la commune de Rouvroy-les-Merles à 5 km à vol d'oiseau, est de 10,7 °C et le cumul annuel moyen de précipitations est de 647,9 mm,. Pour l'avenir, les paramètres climatiques de la commune estimés pour 2050 selon différents scénarios d'émission de gaz à effet de serre sont consultables sur un site dédié publié par Météo-France en novembre 2022.
| Mois                                  | jan.           | fév.           | mars           | avril         | mai           | juin          | jui.           | août           | sep.          | oct.          | nov.             | déc.           | année      |
| ------------------------------------- | -------------- | -------------- | -------------- | ------------- | ------------- | ------------- | -------------- | -------------- | ------------- | ------------- | ---------------- | -------------- | ---------- |
| Température minimale moyenne (°C)     | 1,2            | 1,1            | 2,6            | 3,9           | 7,2           | 10            | 12             | 12             | 9,5           | 7,3           | 4,2              | 1,8            | 6,1        |
| Température moyenne (°C)              | 3,9            | 4,4            | 7              | 9,5           | 12,9          | 16            | 18,2           | 18,2           | 15,1          | 11,5          | 7,2              | 4,4            | 10,7       |
| Température maximale moyenne (°C)     | 6,6            | 7,7            | 11,5           | 15,2          | 18,6          | 21,9          | 24,5           | 24,5           | 20,6          | 15,6          | 10,3             | 7              | 15,3       |
| Record de froid (°C) date du record   | −18,6 07.01.09 | −12,9 07.02.12 | −11,5 13.03.13 | −6,6 07.04.21 | −3,2 03.05.21 | −2 05.06.1991 | 2,3 04.07.1990 | 2,1 08.08.1990 | −1,3 30.09.18 | −6,2 28.10.03 | −10,8 24.11.1998 | −17,2 18.12.10 | −18,6 2009 |
| Record de chaleur (°C) date du record | 15,2 27.01.03  | 20 24.02.1990  | 24,3 31.03.21  | 27,1 19.04.18 | 30,8 27.05.05 | 36,4 18.06.22 | 41,5 25.07.19  | 39,7 06.08.03  | 34,7 08.09.23 | 29,2 01.10.11 | 20,1 01.11.14    | 17 07.12.00    | 41,5 2019  |
| Précipitations (mm)                   | 52,4           | 42,9           | 46,1           | 43,2          | 57,4          | 54,2          | 59,7           | 58,1           | 49,1          | 57,8          | 57,2             | 69,8           | 647,9      |

## Urbanisme

### Typologie
Au 1er janvier 2024, Breteuil est catégorisée bourg rural, selon la nouvelle grille communale de densité à sept niveaux définie par l'Insee en 2022.
Elle appartient à l'unité urbaine de Breteuil, une unité urbaine monocommunale constituant une ville isolée,. Par ailleurs la commune fait partie de l'aire d'attraction de Breteuil, dont elle est la commune-centre,. Cette aire, qui regroupe 5 communes, est catégorisée dans les aires de moins de 50 000 habitants,.

### Occupation des sols

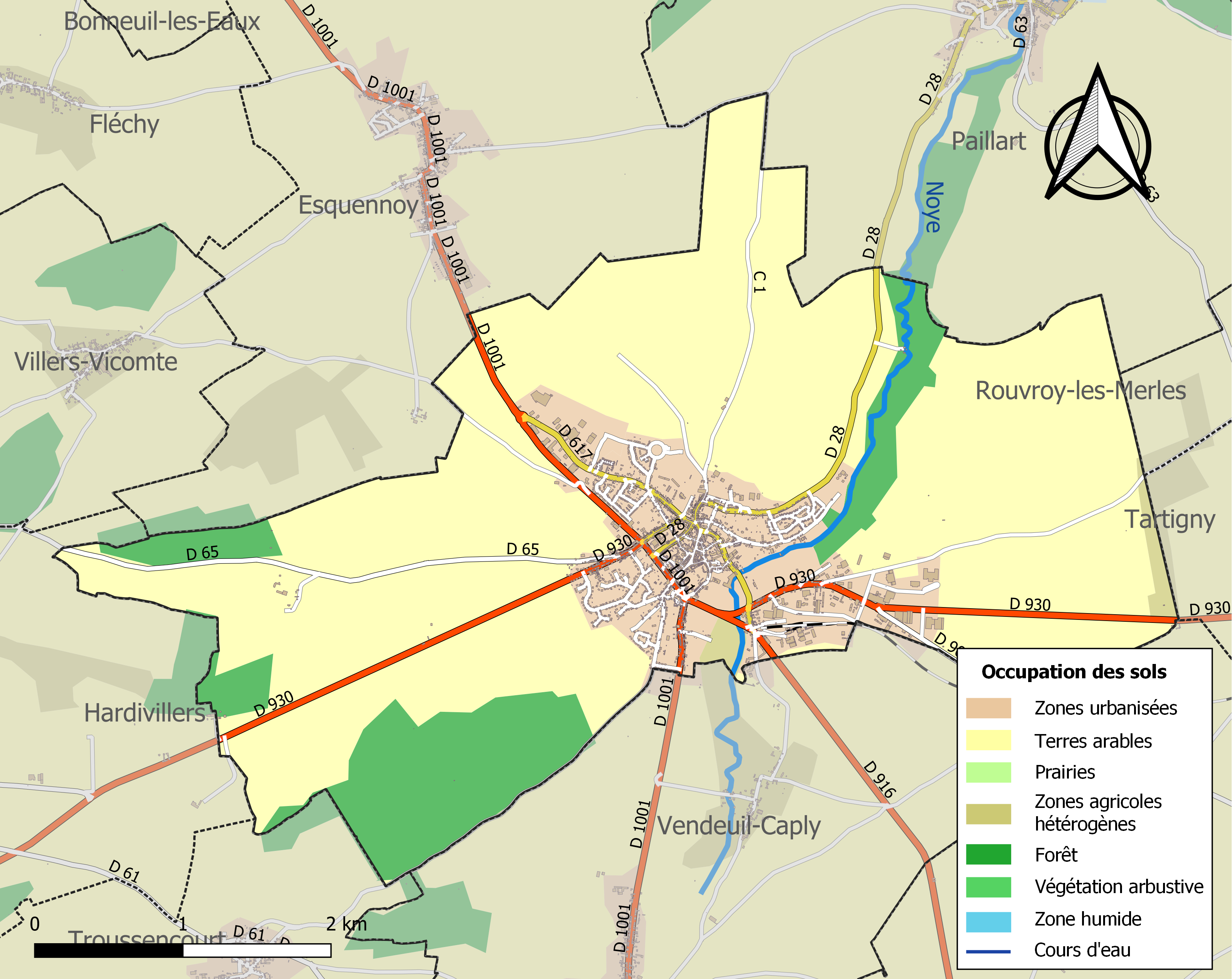
Carte des infrastructures et de l'occupation des sols de la commune en 2018 (CLC).

L'occupation des sols de la commune, telle qu'elle ressort de la base de données européenne d'occupation biophysique des sols Corine Land Cover (CLC), est marquée par l'importance des territoires agricoles (72,1 % en 2018), en diminution par rapport à 1990 (74,6 %). La répartition détaillée en 2018 est la suivante : 
terres arables (71 %), forêts (12,7 %), zones urbanisées (10,3 %), zones industrielles ou commerciales et réseaux de communication (5 %), zones agricoles hétérogènes (1 %). L'évolution de l'occupation des sols de la commune et de ses infrastructures peut être observée sur les différentes représentations cartographiques du territoire : la carte de Cassini (XVIIIe siècle), la carte d'état-major (1820-1866) et les cartes ou photos aériennes de l'IGN pour la période actuelle (1950 à aujourd'hui).

### Habitat et logement
En 2018, le nombre total de logements dans la commune était de 2 132, alors qu'il était de 2 088 en 2013 et de 1 959 en 2008.
Parmi ces logements, 84,6 % étaient des résidences principales, 1,7 % des résidences secondaires et 13,7 % des logements vacants. Ces logements étaient pour 71,6 % d'entre eux des maisons individuelles et pour 27,9 % des appartements.
Le tableau ci-dessous présente la typologie des logements à Breteuil en 2018 en comparaison avec celle de l'Oise et de la France entière. Une caractéristique marquante du parc de logements est ainsi une proportion de résidences secondaires et logements occasionnels (1,7 %) inférieure à celle du département (2,5 %) et  à celle de la France entière (9,7 %). Concernant le statut d'occupation de ces logements, 42,3 % des habitants de la commune sont propriétaires de leur logement (41,1 % en 2013), contre 61,4 % pour l'Oise et 57,5 % pour la France entière.
| Typologie                                               | Breteuil | Oise | France entière |
| ------------------------------------------------------- | -------- | ---- | -------------- |
| Résidences principales (en %)                           | 84,6     | 90,4 | 82,1           |
| Résidences secondaires et logements occasionnels (en %) | 1,7      | 2,5  | 9,7            |
| Logements vacants (en %)                                | 13,7     | 7,1  | 8,2            |

### Une ville de la Reconstruction
La ville apparaît faite de bâtiments traditionnels mais modernes, pour la plupart construits dans les années cinquante. Ce n'est pas un hasard : le gros bourg eut à pâtir des deux grands conflits mondiaux du XXe siècle.. L'intégralité du centre-ville, à l'exception de quatre maisons, fut ainsi détruit, la quasi-totalité des rues Voltaire et Raoul-Levasseur furent rasées.
La reconstruction fut envisagée dès 1941, sur le plan d'urbanisme de Georges Noël, également architecte de la reconstruction de Beauvais, qui prévit la programmation d'équipements publics parfois concrétisés plusieurs décennies après : zone industrielle, terrains de sports ainsi que la piscine municipale, ainsi qu'un marché couvert, qui ne fut pas réalisé. Dans ce cadre fut décidée la déviation de la RN1, qui passait jusqu'alors dans le centre du bourg, créant ainsi ce qui fut probablement la première rocade urbaine du Nord de la France. La reconstruction se fit dans un style mêlant classicisme et régionalisme, sauf pour l'église paroissiale Saint Jean-Baptiste, conçue par Louis Arretche en style moderne, construite en ossature en béton armé et ornée de verrières en dalles de verre, qui fut bénie en 1959, marquant la fin de cette période de reconstruction,.

### Projets
La municipalité suscite en 2019/2020 la création d'une cinquantaine de logements, dont 10 maisons individuelles et des logements sociaux, sur une ancienne friche industrielle située rue de Paris, afin d'accompagner la croissance démographique du bourg sans artificialiser des terres agricoles.

### Transports et déplacements
Située au nord de l'Oise dans la vallée de la Noye, sur la route nationale 1, à mi-chemin entre Beauvais et Amiens, à une distance d'environ 105 km de Paris, la commune est desservie par une gare  dans un hameau de la commune de Bacouël qui a pris le nom de Breteuil-Embranchement.
La commune est desservie, en 2023, par les lignes 601, 624, 6103, 6109, 6122, 6140 et 6304 du réseau interurbain de l'Oise. La ligne 601 assure la liaison entre Beauvais et Amiens.

## Toponymie
Le nom de la localité est attesté sous les formes Brituogilum (VIIe) ; Britogilum (1029) ; castrum Britulii (1049) ; Britoilum (1063) ; de Britulio (1073) ; Bretolium (1077) ; Britegilum (1077) ; Bretulium (1077) ; de Britolio (1078) ; Britulium (1110) ; Gualerannus de Britoilo (1119) ; Brethueil (1143) ; Brictolium (1164) ; de Brithulio (1164) ; Britolium (1179) ; de Britoilo (1190) ; ad mensuram Britulii (1190) ; Wallerani de britolio belvacensi (XIIe) ; in granario Brithulii (1221) ; Brithulium (1221) ; Bretolii (1221) ; de Britulio (1226) ; Braithuel (1228) ; in molendino de Britulio (1229) ; Brethuel (1233) ; Brituliensis vel britoliensis dominus (vers 1231) ; Bretueil (1238) ; Britholium (1247) ; Brietolium (1250) ; Sires de Breteul (1250) ; Brifoldo casa (1250) ; Brithuelus (1250) ; Bretheuil (vers 1260) ; Bretheul (vers 1270) ; Brithuels (1294) ; Berthueil en biauvoisinz (1299) ; Bretuel (XIIIe) ; Berteuil (XIIIe) ; Bertheuil (XIIIe) ; Breteil (XIIIe) ; Bretoil (XIIIe) ; Braitel (XIIIe) ; Brethuels (XIIIe) ; domus sancti lazari de bretolio (1310) ; es courtiex de Bretueilg (1328) ; Brethueil en beauvoisis (1329) ; Bretuel en Beauvoisin (1347) ; Bretueilg en Biauvoisins (1347) ; Bretheuil en Beauvoisis (1366) ; Bretuelg (1373) ; Breteuil en Beauvoisin (XIVe) ; Braytel (vers 1445) ; Bretueil (1431) ; Bratheul (1485) ; Brethoeul (1494) ; Breteuil sur Noye (1542) ; Breteuil (1667) ; Brotheuil (1680) ; Bretheüil (XVIIe) ; Breteuil en Picardie (fin XVIIIe) ; Breteuil sur Noye (XIXe).

Son nom a le sens de « clairière ou village, où l'on rend les jugements », voire « clairière de Mars », puisqu'il s'agit d'une des épithètes du Mars gaulois Britouius.

## Histoire
Le site de Breteuil est habité dès la fin de l'ère gallo-romaine, et pourrait se situer à côté de Bratuspantium, oppidum cité par Jules César dans sa Guerre des Gaules.

### Moyen Age
La ville se développe à l'époque médiévale autour de son château, érigé par le comte de Breteuil, et de l'abbaye Notre-Dame de Breteuil, créée par les bénédictins vers 1035, célèbre pour sa riche bibliothèque.
Vers l'an mille, une motte féodale est érigée avec de la terre provenant du Frayer, la colline formant le sommet de la rue Voltaire. Les habitants du bourg, de Rouvroy-les-Merles et Tartigny participent à son édification. Un château-fort y est ensuite édifié. En 1355, le château est pris par les Navarrais puis l'année suivante assiégé par les troupes de Jean II le Bon.
En 1430,1e château est tenu pour Charles VII, par le capitaine La Hire, ancien compagnon d'armes de Jeanne d'Arc et Jean de Blanchet. La garnison de Breteuil menace l'approvisionnement d'Amiens tenue par les Anglo-bourguignons. En 1434 les Anglais et les Bourguignons prennent d'assaut le château, qu'ils font démanteler.
Breteuil connaît historiquement plusieurs destructions et reconstructions. Du château lui-même, démantelé pendant le XVe siècle, il ne subsiste que la motte féodale, sur laquelle une maison bourgeoise est construite au XIXe siècle.

### Epoque moderne
Après une première tentative en 1633, l'abbaye incorpora la congrégation de Saint-Maur en 1644 à la demande de l'évêque de Beauvais, le suivi de la règle bénédictine s'étant fortement relâché depuis le XVIe siècle. Les anciens religieux étaient au nombre de cinq. Neuf nouveaux religieux de la congrégation vinrent occuper les lieux en 1645. Le 14 juin 1646, le roi Louis XIV et la régente Anne d'Autriche, de retour d'Amiens, passèrent la nuit à Breteuil et vinrent à l'abbaye.
En 1753, un moulin, certainement construit sur le site de l'ancien château et propriété du prince d'Enrichemont, est réduit en cendres par un incendie.

### Époque contemporaine

#### Révolution française, Breteuil chef-lieu de discrict
En 1790, à la création du département de l'Oise, le district de Breteuil en fut l'une des subdivisions jusqu'en 1795.
Quant à l'abbaye, elle ne survécut pas à la période révolutionnaire, certains de ses bâtiments sont vendus comme biens nationaux et seules quelques ruines des XVe et XVIIIe siècles témoignent aujourd'hui de son existence,.

#### Arrivée du chemin de fer à Breteuil
Compte tenu de la situation excentrée de la gare de Breteuil-Embranchement ouverte en 1846 sur la ligne de Paris-Nord à Lille, une petite ligne de 6,88 km, est ouverte en 1875, pour relier Breteuil à cette gare, avec une station intermédiaire à Tartigny. Détruite lors du bombardement du 23 août 1918, la gare est reconstruite et existe toujours, mais n'accueille plus de voyageurs.
Une autre ligne de chemin de fer, industrielle et à voie étroite, a été installée au début des années 1880 pour permettre l'exploitation d'une carrière de phosphates sur la route de Crèvecœur.

#### Guerre de 1870, le combat de Breteuil
Au cours de la Guerre de 1870, le 12 octobre 1870, se déroula le combat de Breteuil au cours duquel le 4e bataillon de la Somme fut attaqué à Breteuil, par un corps de 4 500 Prussiens (dont environ 41 200 cavaliers) équipés de 12 pièces d'artillerie. Les avant-postes français de Vendeuil et Caply durent se replier vers Breteuil. Les Prussiens bombardèrent Breteuil des hauteurs de Vendeuil-Caply pendant que leur cavalerie contournait la ville, pour empêcher la retraite du bataillon français vers Amiens. De onze heures du matin jusqu'à deux heures de l'après-midi la bataille continua, quatre compagnies françaises maintinrent leur position face à l'infanterie allemande. Les quatre autres compagnies dans la plaine, entre Breteuil et Esquennoy tenaient tête à la cavalerie prussienne qui ne réussit pas à leur faire rompre les rangs, malgré plusieurs charges.
Plusieurs détachements de la garde nationale de Breteuil tentèrent de rejoindre les mobiles de la Somme, mais se heurtèrent aux Prussiens. Capturés, ils réussirent à s'échapper grâce aux tirs des mobiles. Tandis qu'un épais brouillard tombait sur le champ de bataille, la confusion régnait chez l'ennemi : l'artillerie prussienne continuant à bombarder Breteuil, alors que le drapeau blanc était hissé sur le clocher de l'église, retardant l'entrée de l'ennemi dans la ville.
Pendant ce temps, deux compagnies de la Somme restée dans le secteur, purent se replier vers le nord et de gagner Paillart. Les tirs d'artillerie cessèrent vers 13 h 30. Les Prussiens investirent Breteuil, y laissèrent une compagnie et partirent à la poursuite des mobiles de la Somme. Vers trois heures de l'après-midi, tout le bataillon de mobiles était replié sur Esquennoy, canonné par les Prussiens, le bataillon alors battit en retraite vers Bonneuil-les-Eaux. La cavalerie prussienne tenta de bloquer la retraite française, en vain. Vers 16h 30, les Prussiens abandonnèrent la poursuite seule leur artillerie tirait sur les bois de Bonneuil où ils croyaient, les Français embusqués.
Soixante-deux hommes du bataillon de la Somme avaient été mis hors de combat, tués, blessés ou prisonniers. Le capitaine Blin de Bourdon commandant les mobiles fut blessés, et cinquante-quatre Français furent faits prisonniers. Un garde national de Bonneuil fut tué et trois gardes nationaux furent grièvement blessés.

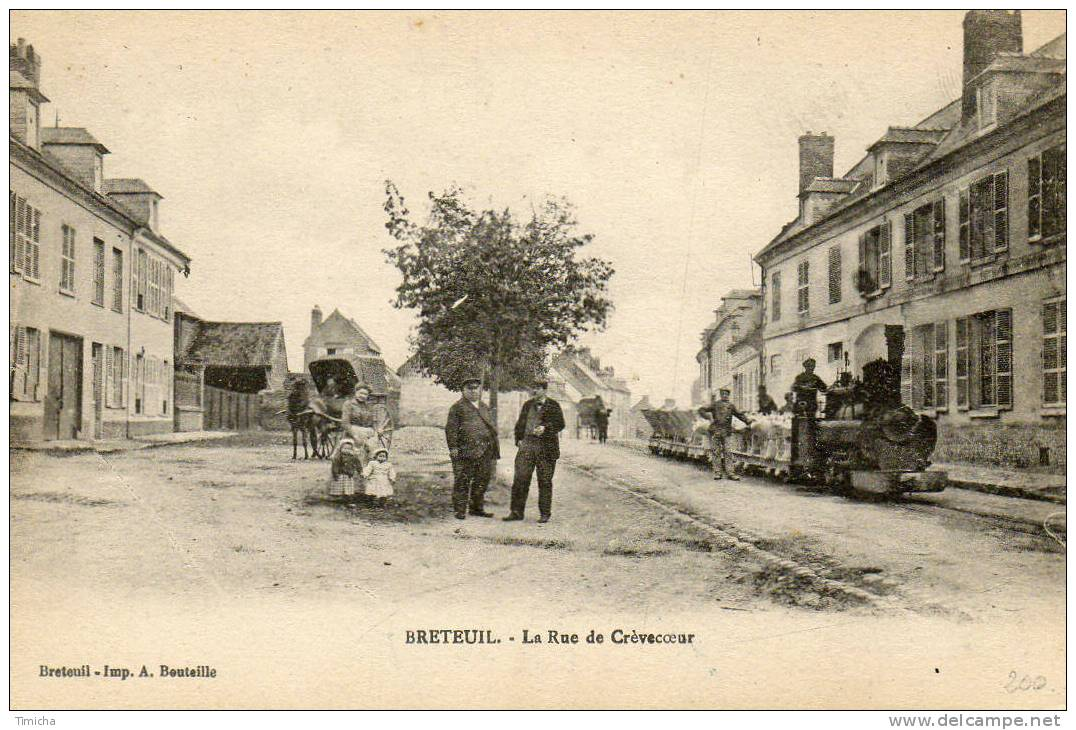
La rue de Crèvecœur vers 1900, et sa ligne de chemin de fer
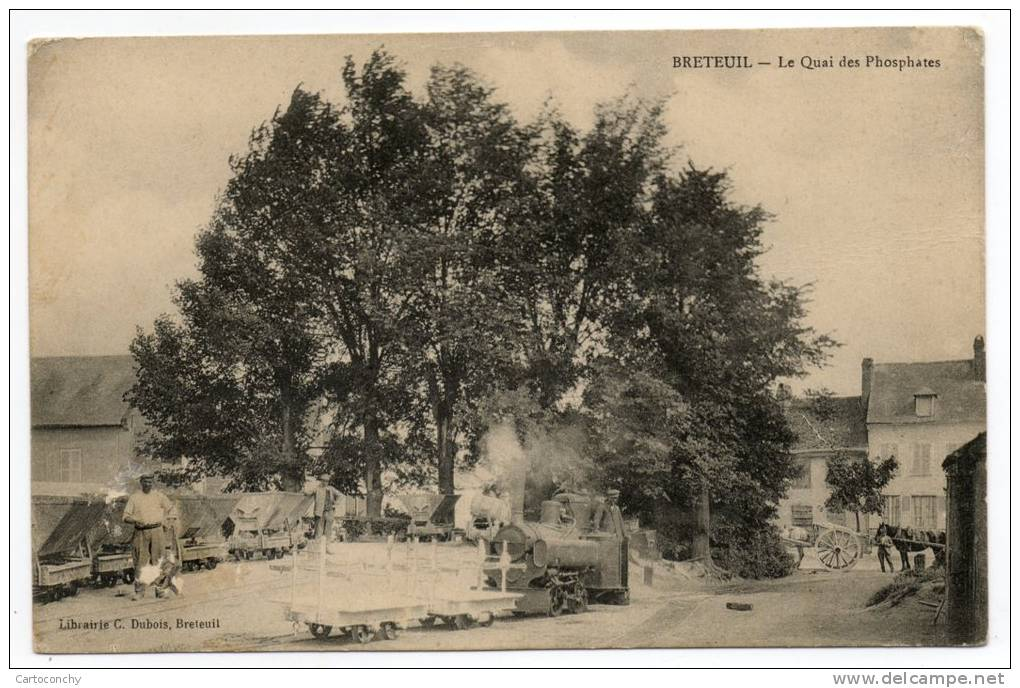
Le quai des phosphates

#### Première Guerre mondiale, Breteuil ville de l'arrière
Pendant la Première Guerre mondiale, Breteuil est une ville située à l'arrière du front, qui a vu se succéder six  ambulances (services de transports et de premiers soins aux blessés), ainsi qu'un hôpital temporaire (le 114) qui ont fonctionné sans interruption du 20 octobre 1914 au 21 avril 1918 dans les mêmes locaux.
En avril 1918, durant la bataille de la Lys, elle abrite le quartier général de la 1re armée. Le 12 avril, Georges Clemenceau, Ferdinand Foch, Henry Horne, Marie Émile Fayolle, Marie-Eugène Debeney et Maxime Weygand se retrouvent pour organiser la défense anglaise et française.

Breteuil avant et pendant la Première Guerre mondiale.
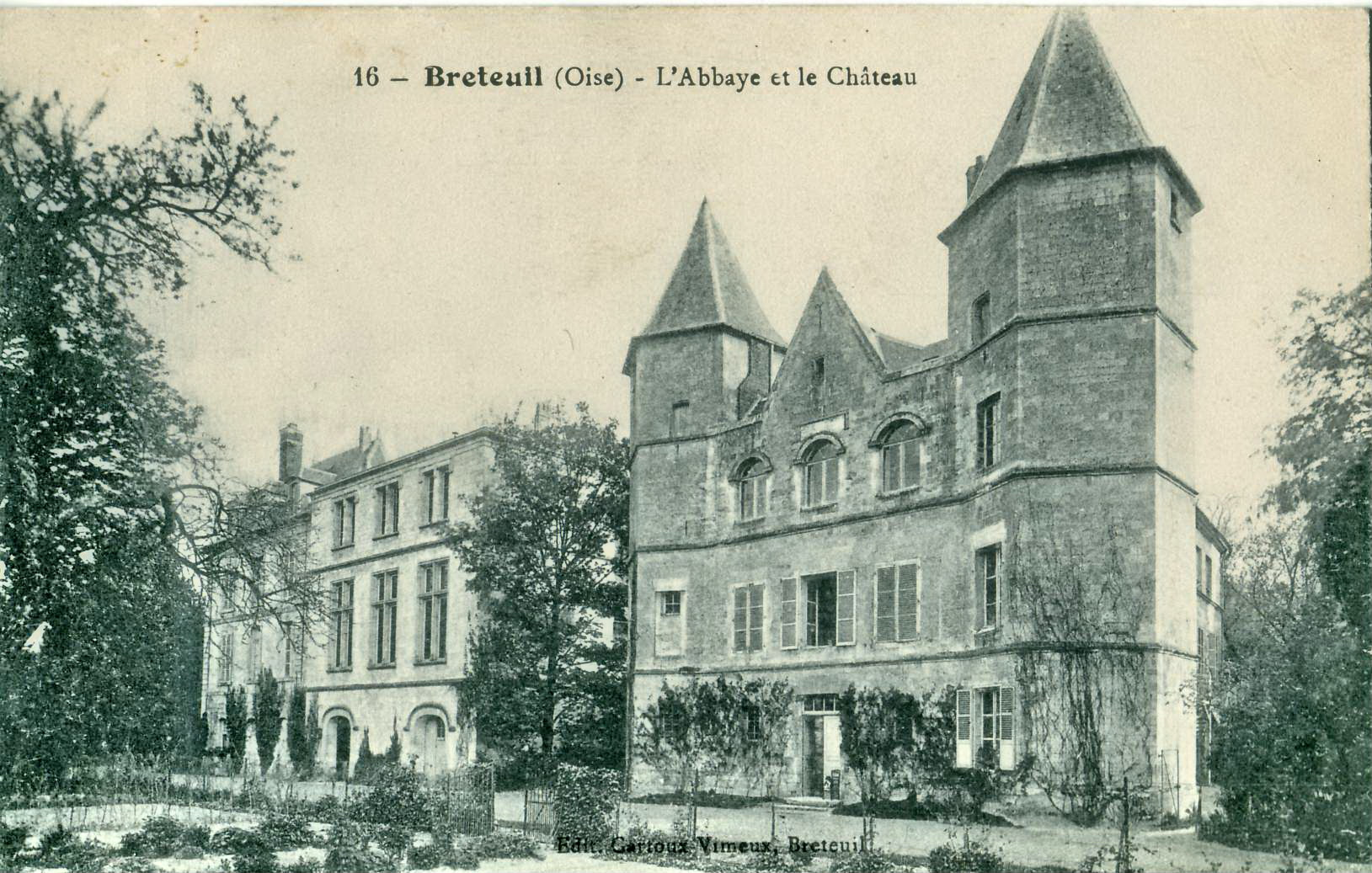
L'ancienne abbaye Notre-Dame, au début du XXe siècle, avec l'ancien logis abbatial et le château dit « des moines ».
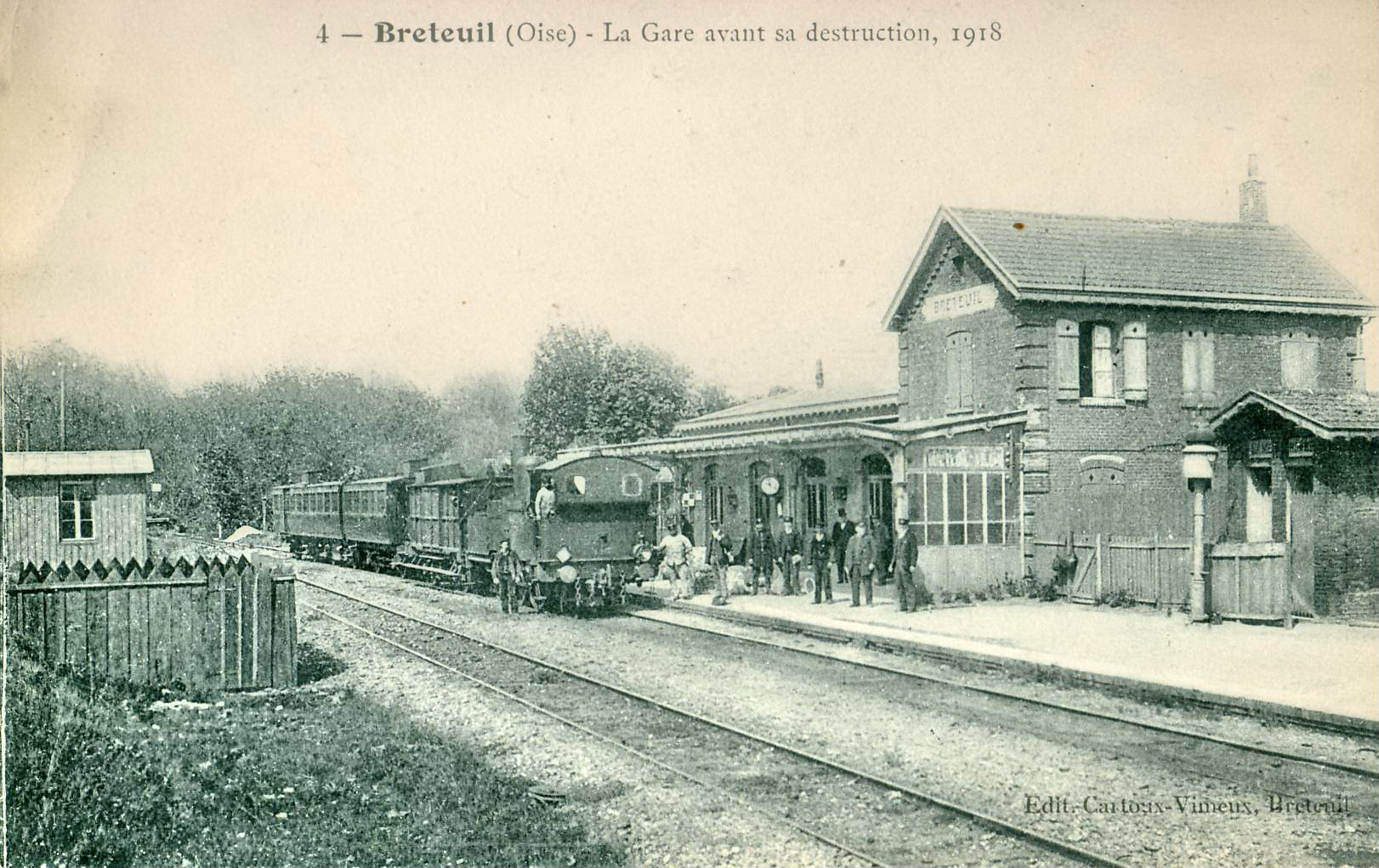
La gare de Breteuil-Ville, avant le bombardement de 1918.
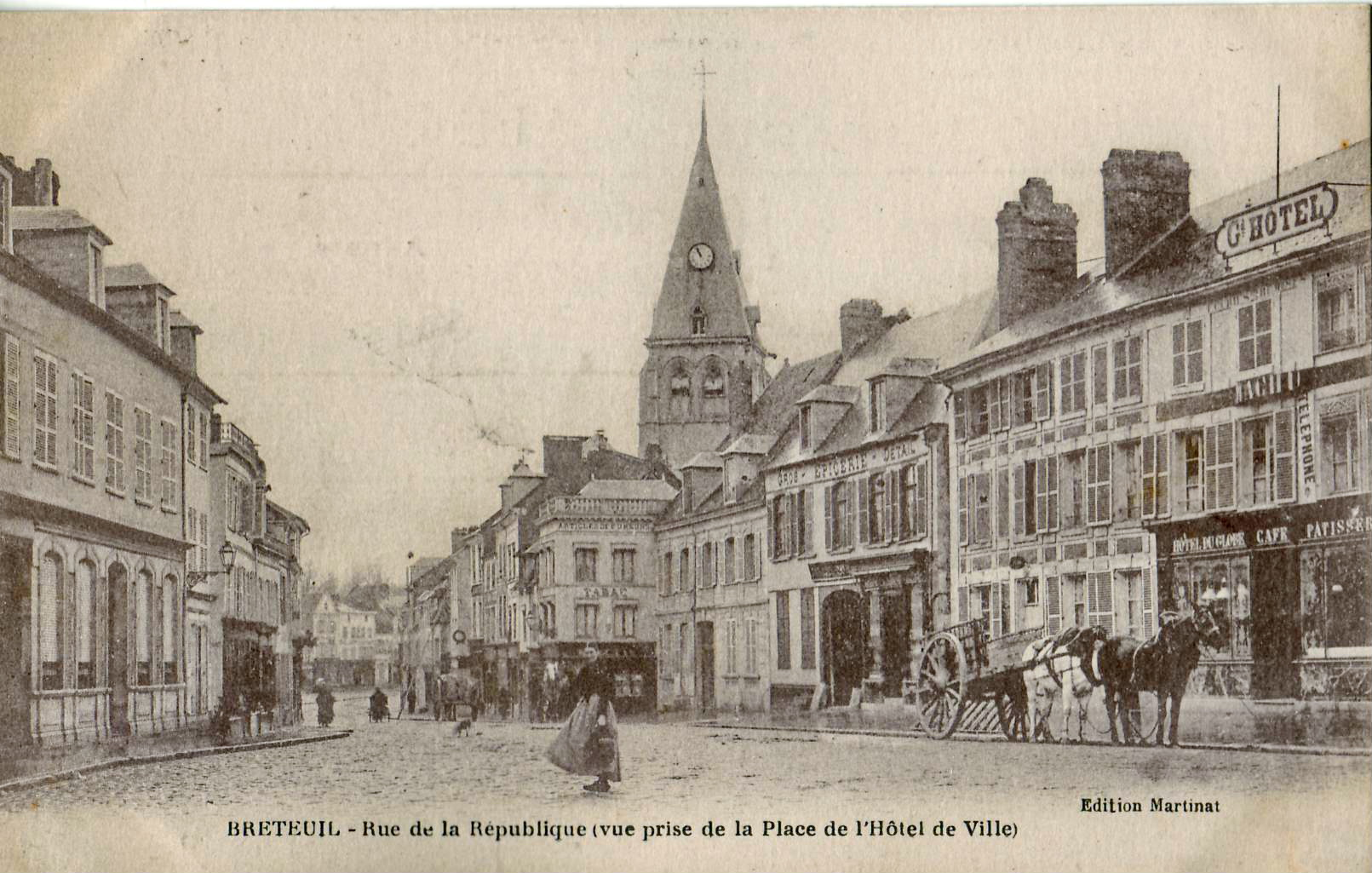
La rue de la République, avant la Première Guerre mondiale.
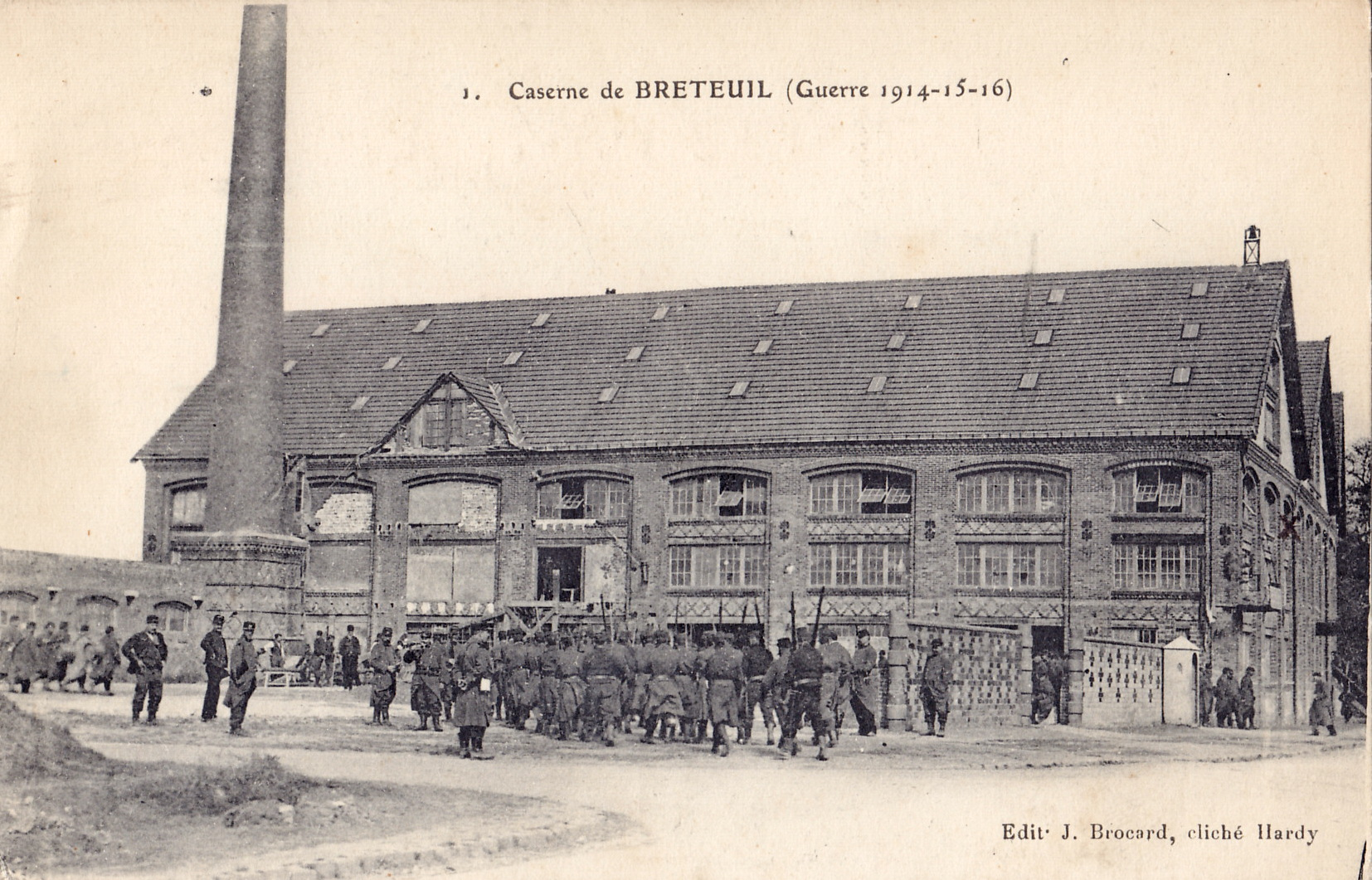
Une usine transformée en caserne, pendant la Première Guerre mondiale.

#### L'Entre-deux-guerres
La commune de Breteuil fut décorée de la croix de guerre 1914-1918, le 23 octobre 1921, après des bombardements de représailles allemands de 1918, pour le courage et la combativité de ses habitants, en même temps que les communes de Broyes, de Rocquencourt et de Sérévillers.
Pendant Entre-deux-guerres, la course cycliste Paris-Roubaix passait à Breteuil.

#### La Seconde Guerre mondiale, Breteuil bombardée

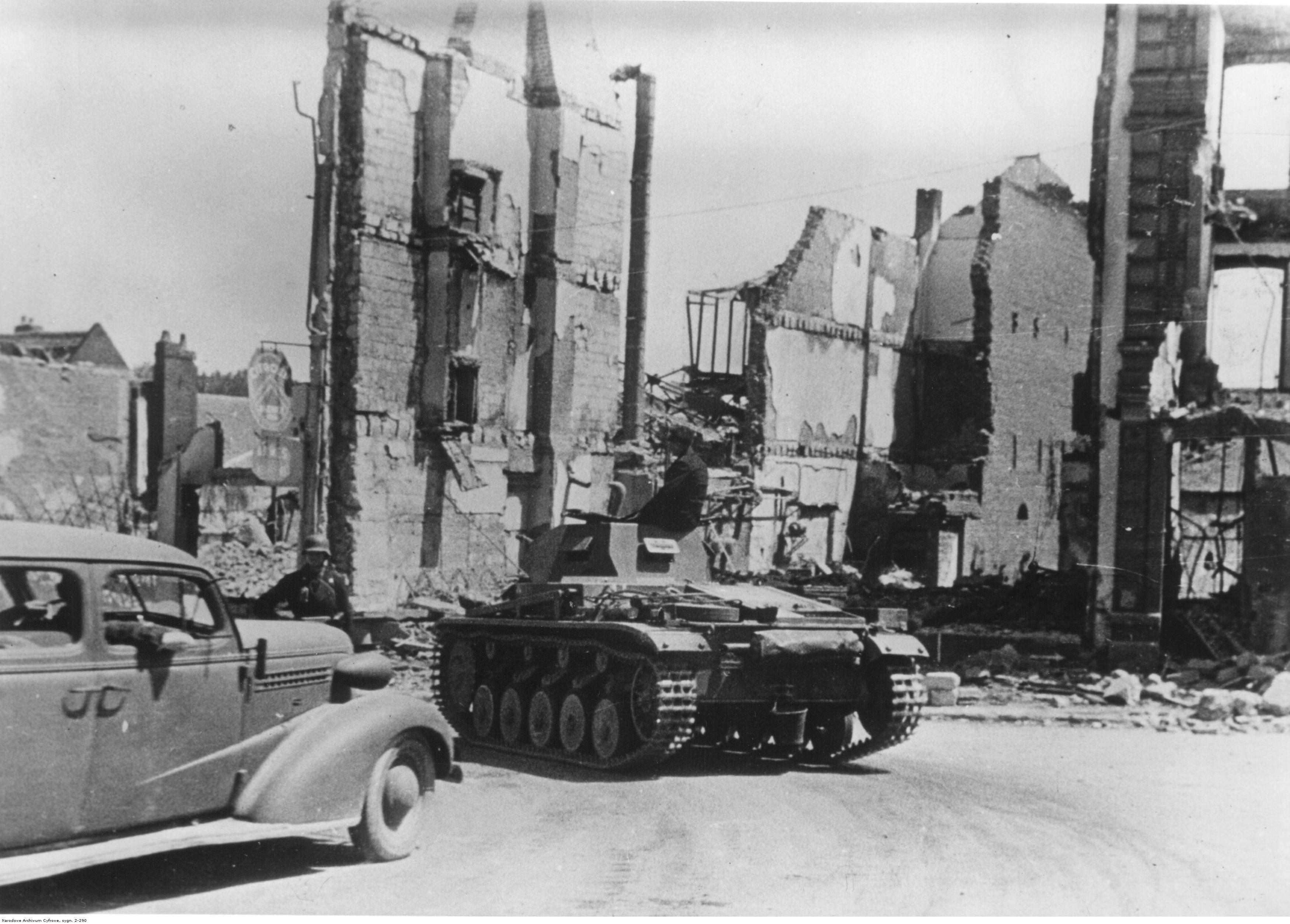
Char allemand dans Breteuil en Juin 1940.

Au début de la Seconde Guerre mondiale, lors de la Bataille de France, le général Frère, commandant  la  7e Armée, installe le  17 mai 1940 son  état-major  à  l' Hôtel  de  France, afin de  diriger  les  combats  dans  le  secteur d'Amiens  et  d'Abbeville  où  une  tête  de pont allemande s'était constituée.
Le 19 et le 20 mai, la ville subit ses premiers bombardements, tuant  trois  personnes  rue Raoul  Levavasseur. Le  PC  du  général Frère  est alors  déplacé  à  Auneuil, au  sud de Beauvais, et des habitants fuient Breteuil, prenant  la  route  de  l'exode.
Le  25 mai, plusieurs escadrilles allemandes bombardent Breteuil et tirent  des  balles  incendiaires, notamment  place  de  Verdun. Une  cinquantaine de maisons sont  détruites rue de  la  République, une  centaine  d'autres rue    Adrien-Maître et  rue Raoul-Levavasseur. L'incendie  se poursuit le lendemain  brûle l'église et environ 300 maisons du centre-ville.
Placé  dans  le  secteur  de  combat  de  la  4e division d'infanterie coloniale, Breteuil est à nouveau bombardée le 7 juin après-midi, provoquant des ravages rue de Beauvais et rue des Écoles.
Breteuil, qui compte alors une trentaine d'habitants, tombe entre les mains de l'armée allemande le 8 juin 1940, et sur 850 immeubles que comptait Breteuil en 1940, 475 étaient détruits et 95 endommagés, dont tous les bâtiments publics, à l'exception de l'hôtel  de  ville, l'hospice  et la   gendarmerie.
Pendant l'occupation, la gare subit plusieurs bombardements  anglo-américains  durant  l'été 1944 notamment le 20 mai, le 6  juin, le  8  juillet  (un  train  de  munitions touché)   et   le   13   août   (mitraillage).
Breteuil est libéré le 31 août 1944 par les forces britanniques.
Breteuil fut décorée de la croix de guerre 1939-1945, avec étoile de vermeil, le 7 mai 1950, à la suite notamment des bombardements du 7 mai 1940, date à laquelle la Wehrmacht (armée allemande) entra dans la ville après des bombardements qui la détruisirent à 85 %.

## Politique et administration

### Rattachements administratifs et électoraux
La commune se trouve dans l'arrondissement de Clermont du département de l'Oise. Pour l'élection des députés, elle fait partie de la première circonscription de l'Oise.
Elle était depuis 1793 le chef-lieu du canton de Breteuil. Dans le cadre du redécoupage cantonal de 2014 en France, la commune fait désormais partie du canton de Saint-Just-en-Chaussée.

### Intercommunalité
La commune faisait partie de la communauté de communes des Vallées de la Brèche et de la Noye créée fin 1992.
Dans le cadre des dispositions de la loi portant nouvelle organisation territoriale de la République (Loi NOTRe) du 7 août 2015, qui prévoit que les établissements publics de coopération intercommunale (EPCI) à fiscalité propre doivent avoir un minimum de 15 000 habitants, le préfet de l'Oise a publié en octobre 2015 un projet de nouveau schéma départemental de coopération intercommunale, qui prévoit la fusion de plusieurs intercommunalités, et notamment celle de Crèvecœur-le-Grand (CCC) et celle des Vallées de la Brèche et de la Noye (CCVBN), soit une intercommunalité de 61 communes pour une population totale de 27 196 habitants.
Après avis favorable de la majorité des conseils communautaires et municipaux concernés, cette intercommunalité dénommée communauté de communes de l'Oise picarde et dont la commune est désormais membre, est créée au 1er janvier 2017.

### Tendances politiques et résultats
La liste menée par Jean Cauwel (UMP) est élue avec 78,3 % des suffrages exprimés, devançant largement celle menée par Patrick Tacet (SE) 21,7 % des suffrages exprimés lors du premier tour des élections municipales de 2014 dans l'Oise
Lors des élections municipales de 2020 dans l'Oise, la liste menée par le maire sortant, Jean Cauwel, est la seule en lice et est donc élue avec 837 voix dès le premier tour du scrutin, marqué par une forte abstention de 68,86 %.

### Liste des maires
| Période                                  | Période                   | Identité              | Étiquette | Qualité |
| ---------------------------------------- | ------------------------- | --------------------- | --------- | --- |
| Les données manquantes sont à compléter. |                           |                       |           | |
| 1801                                     |                           | M. Levavasseur        |           | |
| 1904                                     | 1915                      | Adéodat Compère-Morel | SFIO      | Jardinier-pépiniériste Directeur administratif du Populaire (1927 → 1933) Député socialiste d'Uzès (Gard) (1909 → 1936) |
| 1919                                     | 1925                      | Raoul Huchez          |           | Breveté de l'École nationale d'Arts-et-Métiers de Châlons-sur-Marne, promotion 1890 |
| Les données manquantes sont à compléter. |                           |                       |           | |
| 1929                                     | 1945                      | Raoul Huchez          |           | Breveté de l'École nationale d'Arts-et-Métiers de Châlons-sur-Marne, promotion 1890, Maire lors des bombardements de juin 1940 |
| Les données manquantes sont à compléter. |                           |                       |           | |
| 1965                                     | 1975                      | Jacques Garet         |           | Assureur Président du SIVOM créé en 1966 |
| 1975                                     | mars 1977                 | Jacques Lefebvre      |           | Géomètre du cadastre |
| Les données manquantes sont à compléter. |                           |                       |           | |
| 1981                                     | mars 1983                 | Jacques Lefebvre      |           | Géomètre du cadastre |
| mars 1983                                | juin 1995                 | Patrick Koster        | PS        | Haut fonctionnaire Conseiller général de Breteuil (1976 → 2001) |
| juin 1995                                | mars 2014                 | Jacques Cotel         | UMP       | Président de la CC des Vallées de la Brèche et de la Noye (2014 → 2016) Président de la CC de l'Oise Picarde (2017 → 2020) |
| mars 2014,                               | En cours (au 27 mai 2020) | Jean Cauwel           | UMP → LR  | Exploitant agricole Conseiller général de Breteuil (2001 → 2015) Vice-président (2017 → 2020) puis président (2020 → ) de la CC de l'Oise Picarde Conseiller régional des Hauts-de-France (2015 → ) Président du PETR du Grand Beauvaisis (2020 → ) Réélu pour le mandat 2020-2026 |

### Politique de développement durable
En 2008, Breteuil est l'une des premières communes de France à avoir mesuré les facteurs locaux de pollution lumineuse au moyen de matériel héliporté. Les photos traduisant le niveau d'éclairage, prises en 4 096 niveaux de gris ont été converties en lux et intégrées à un système d'information géographique ou à une cartographie d'aide à la décision. Le coût de l'opération a été 5 à 10 fois inférieur à celui d'une thermographie aérienne. Ce travail s'est fait dans le cadre d'une thermographie aérienne destinée à aider la communauté de communes des vallées de la Brèche et de la Noye à limiter le gaspillage d'énergie et certaines émissions de gaz à effet de serre.
En 2019 est aménagée par la communauté de communes, dans le cadre de sa compétence GEMAPI et dans le secteur des plans d'eau de la Noye, une zone humide préservée d'un demi-hectare avec des plantations favorisant les essences locales (peupliers, cornouillers, chènes...), et comprenant à ses abords  un verger de fruits rouges et de variétés anciennes de pommiers et de pruniers, des hôtels à insectes et à chauves-souris.

## Équipements et services publics

### Enseignement
En matière d'enseignement primaire, la commune gère deux écoles maternelles (La Cerisaie et Le Chat Perché) et une école élémentaire, l'école Hippolyte-Bayard,,.
L'enseignement secondaire public est assuré par le collège public Adéodat-Compère-Morel, créé en 1972.
L'institution du Sacré-Cœur, école et collège privés, participe à l'offre local.

### Autres équipements

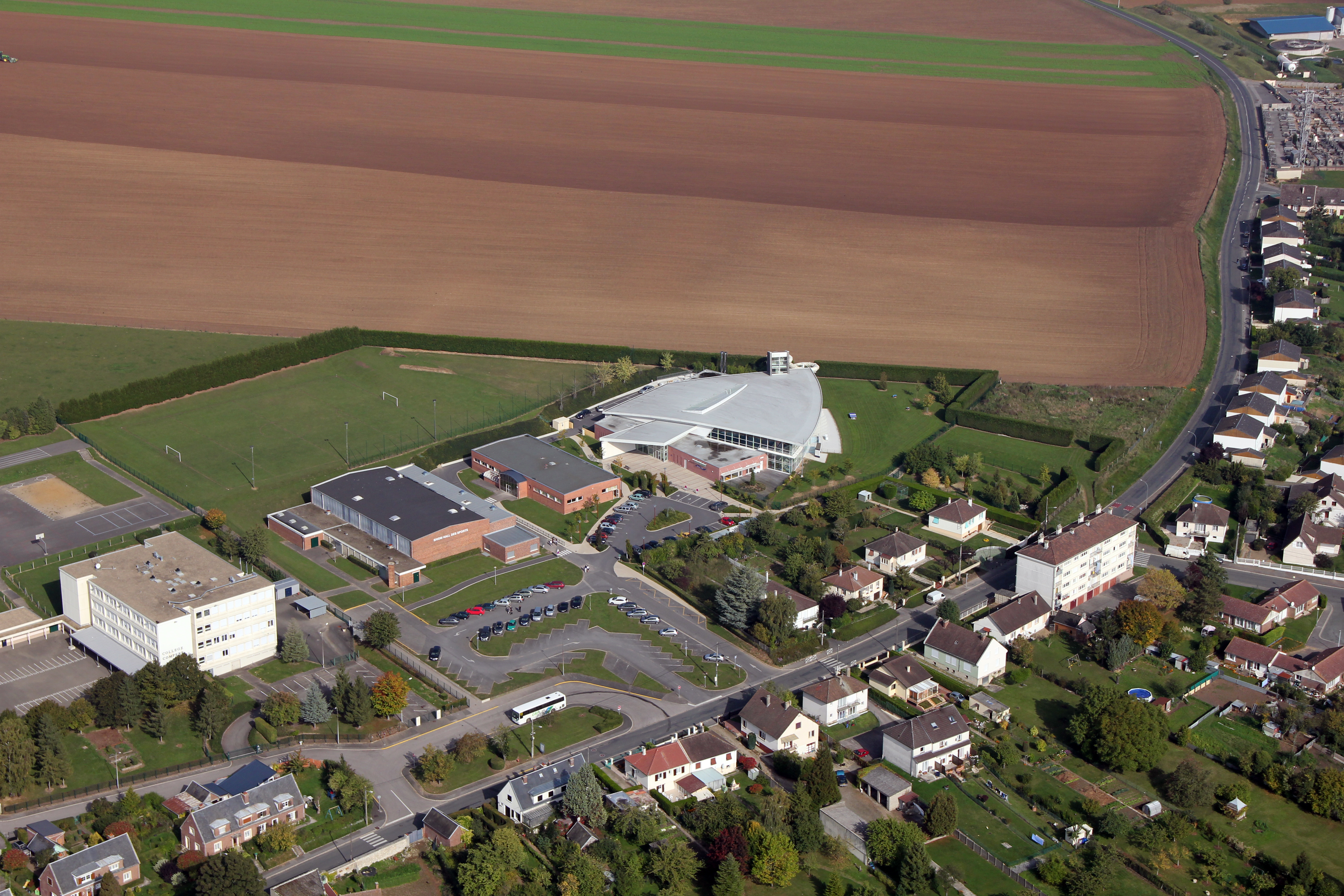
Vue aérienne du Centre aquatique Philippe Loisel en 2010.

- Centre aquatique Philippe Loisel[69], ouvert le 18 juillet 2007[Note 5].
- stade Jacques Descamps[Note 6].
- La maison de santé pluridisciplinaire (MSP), portée par la communauté de communes de l'Oise picarde (CCOP), a ouvert en 2019 dans l'ancienne abbaye, ou avait fonctionné de 1960 aux années 2000 une maison de retraite[31], dans un bâtiment de 1 500 m2. Cet  équipement est destiné à accueillir une vingtaine de professionnels de santé[70],[71].

## Population et société
Les habitants sont appelés Britulien(en)(s) ou Breteuillois(es).

### Démographie

#### Évolution démographique
L'évolution du nombre d'habitants est connue à travers les recensements de la population effectués dans la commune depuis 1793. Pour les communes de moins de 10 000 habitants, une enquête de recensement portant sur toute la population est réalisée tous les cinq ans, les populations de référence des années intermédiaires étant quant à elles estimées par interpolation ou extrapolation. Pour la commune, le premier recensement exhaustif entrant dans le cadre du nouveau dispositif a été réalisé en 2008.

En 2022, la commune comptait 4 189 habitants, en évolution de −5,57 % par rapport à 2016 (Oise : +0,87 %, France hors Mayotte : +2,11 %).
| 1793  | 1800  | 1806  | 1821  | 1831  | 1836  | 1841  | 1846  | 1851  |
| ----- | ----- | ----- | ----- | ----- | ----- | ----- | ----- | ----- |
| 2 030 | 2 160 | 2 112 | 2 099 | 2 284 | 2 415 | 2 399 | 2 561 | 2 736 |

| 1856  | 1861  | 1866  | 1872  | 1876  | 1881  | 1886  | 1891  | 1896  |
| ----- | ----- | ----- | ----- | ----- | ----- | ----- | ----- | ----- |
| 2 794 | 2 907 | 2 815 | 2 802 | 3 074 | 3 146 | 3 154 | 3 108 | 2 991 |

| 1901  | 1906  | 1911  | 1921  | 1926  | 1931  | 1936  | 1946  | 1954  |
| ----- | ----- | ----- | ----- | ----- | ----- | ----- | ----- | ----- |
| 2 830 | 2 839 | 2 700 | 2 325 | 2 426 | 2 516 | 2 359 | 1 785 | 2 241 |

| 1962  | 1968  | 1975  | 1982  | 1990  | 1999  | 2006  | 2008  | 2013  |
| ----- | ----- | ----- | ----- | ----- | ----- | ----- | ----- | ----- |
| 2 748 | 3 085 | 3 531 | 3 873 | 3 879 | 4 131 | 4 267 | 4 307 | 4 536 |

| 2018  | 2022  | - | - | - | - | - | - | - |
| ----- | ----- | - | - | - | - | - | - | - |
| 4 244 | 4 189 | - | - | - | - | - | - | - |

#### Pyramide des âges
La population de la commune est relativement jeune.
En 2018, le taux de personnes d'un âge inférieur à 30 ans s'élève à 37,4 %, soit au-dessus de la moyenne départementale (37,3 %). À l'inverse, le taux de personnes d'âge supérieur à 60 ans est de 27,7 % la même année, alors qu'il est de 22,8 % au niveau départemental.
En 2018, la commune comptait 2 027 hommes pour 2 217 femmes, soit un taux de 52,24 % de femmes, légèrement supérieur au taux départemental (51,11 %).
Les pyramides des âges de la commune et du département s'établissent comme suit.
| Hommes | Classe d’âge | Femmes |
| ------ | ------------ | ------ |
| 0,8    | 90 ou +      | 2,5    |
| 8,0    | 75-89 ans    | 12,2   |
| 14,8   | 60-74 ans    | 16,6   |
| 19,8   | 45-59 ans    | 18,0   |
| 15,9   | 30-44 ans    | 16,1   |
| 19,8   | 15-29 ans    | 18,1   |
| 20,7   | 0-14 ans     | 16,6   |

| Hommes | Classe d’âge | Femmes |
| ------ | ------------ | ------ |
| 0,5    | 90 ou +      | 1,4    |
| 5,5    | 75-89 ans    | 7,6    |
| 15,6   | 60-74 ans    | 16,3   |
| 20,8   | 45-59 ans    | 20     |
| 19,4   | 30-44 ans    | 19,4   |
| 17,6   | 15-29 ans    | 16,2   |
| 20,6   | 0-14 ans     | 19,1   |

## Économie et industrie
Breteuil dispose d'une importante zone commerciale située au nord du bourg, sur le tracé initial de la RN 1, aujourd'hui dévié. Un marché hebdomadaire a lieu le mercredi.
En matière d'industrie, l'usine Le Bronze-Alloys (ex-CLAL), alliages cuivreux, emploie 110 p. (2021).

## Culture locale et patrimoine

### Lieux et monuments

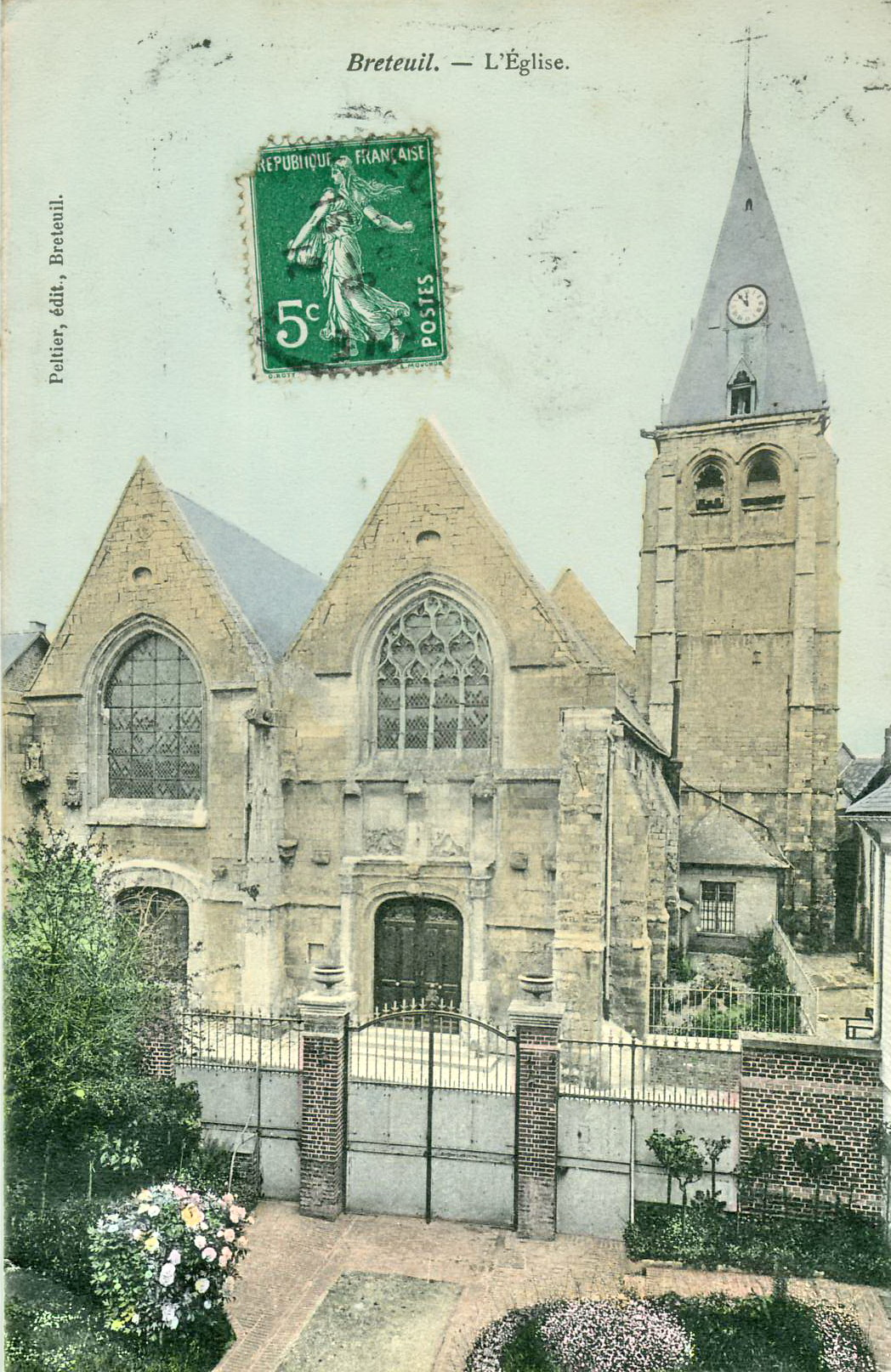
L'église paroissiale Saint-Jean-Baptiste au début du XXe siècle.

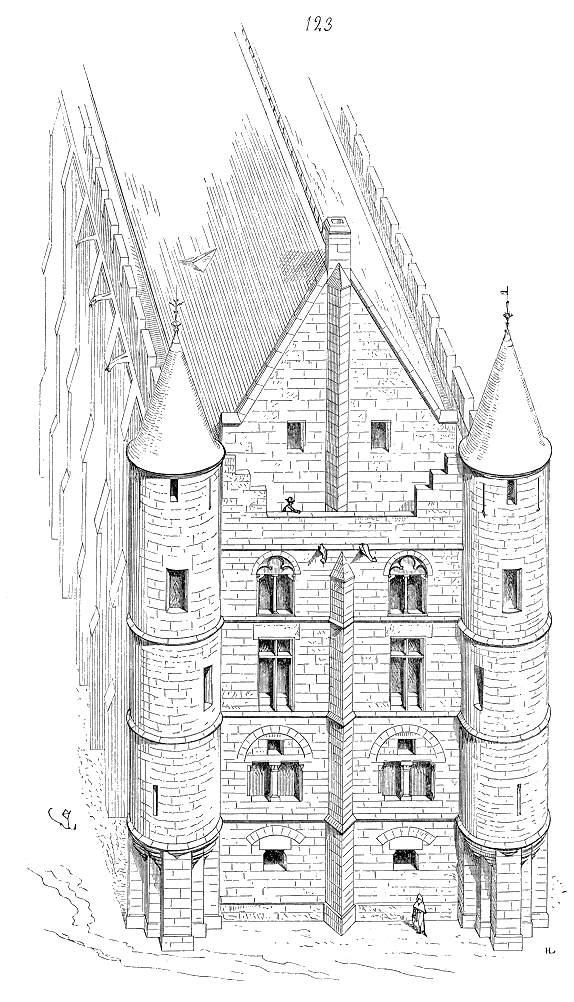
L'ancien bâtiment conventuel de l'abbaye Notre-Dame de Breteuil, levée par Viollet-le-Duc

La commune possède trois monuments historiques sur son territoire.
- L'ancienne abbaye Notre-Dame : il subsiste principalement l'ancien logis abbatial du XVIe siècle avec sa chapelle du XIIIe siècle classée ainsi que l'ancien bâtiment conventuel du XVIIIe siècle appelé « le château des moines ». L'ancienne chapelle est classée monument historique depuis 1883 avec ses superbes sculptures et son sol aux carreaux de terre cuite émaillée  décorés de motifs géométriques, d'animaux et de personnages. Les salles voûtées, les toitures, les façades du logis abbatial et du château des moines, les sols archéologiques de l'abbatiale et les murs de clôtures antérieurs au XIXe siècle sont inscrits monument historique depuis 1996[79],[80],[31].
- Maison natale de Hippolyte Bayard (XVIIIe et XIXe siècles) : Maison où vécut l'inventeur du procédé dit positif direct en photographie, Hyppolite Bayard (1801-1887). L'édifice date de la deuxième moitié du XVIIIe siècle et a subi quelques aménagements après 1878. Il s'agit de l'une des maisons les plus anciennes de la ville. La façade principale est en pans de bois hourdé de torchis sur solin en pierre de taille[81]. Cette maison est inscrite monument historique depuis 2002[82].
- Entrepôt Cappronier : Entrepôt construit entre 1867 et 1872, en même temps que la maison d'habitation et les écuries, par le fondateur de l'établissement Cappronnier, commerce en gros de vins et spiritueux. Il est inscrit monument historique depuis 1994[83].

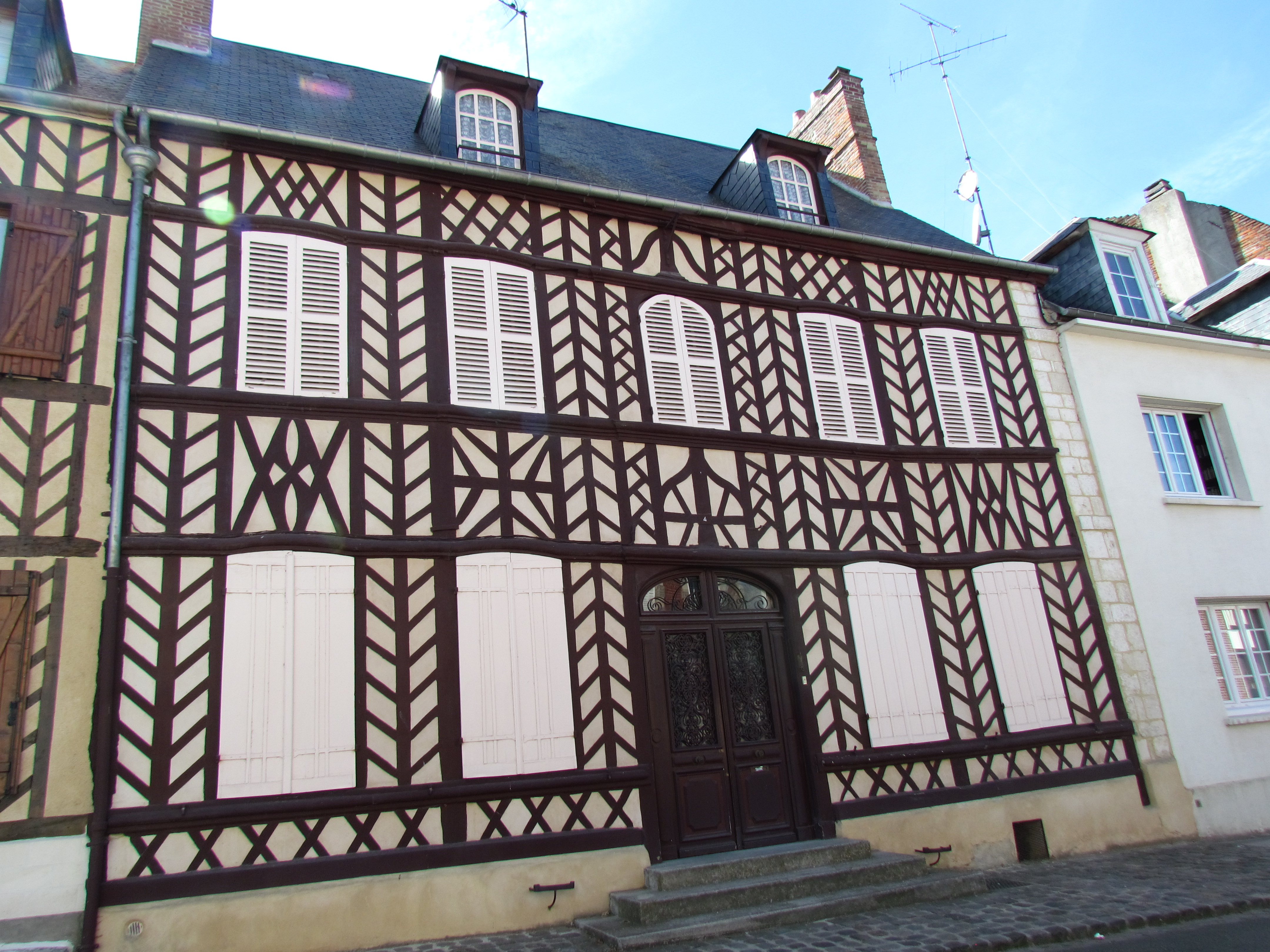
Maison natale d'Hyppolyte Bayard.
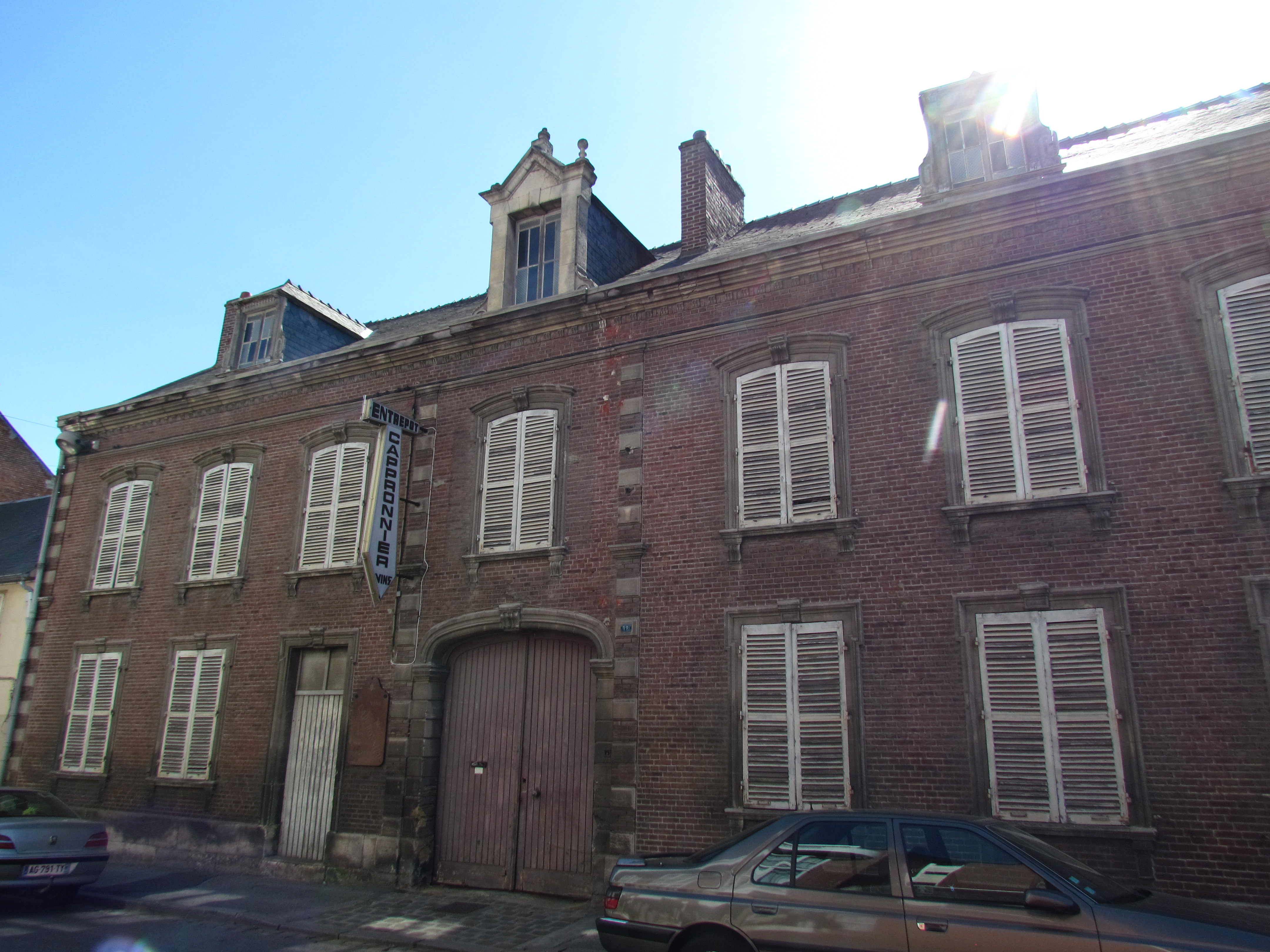
Ancien entrepôt à vins Cappronier.
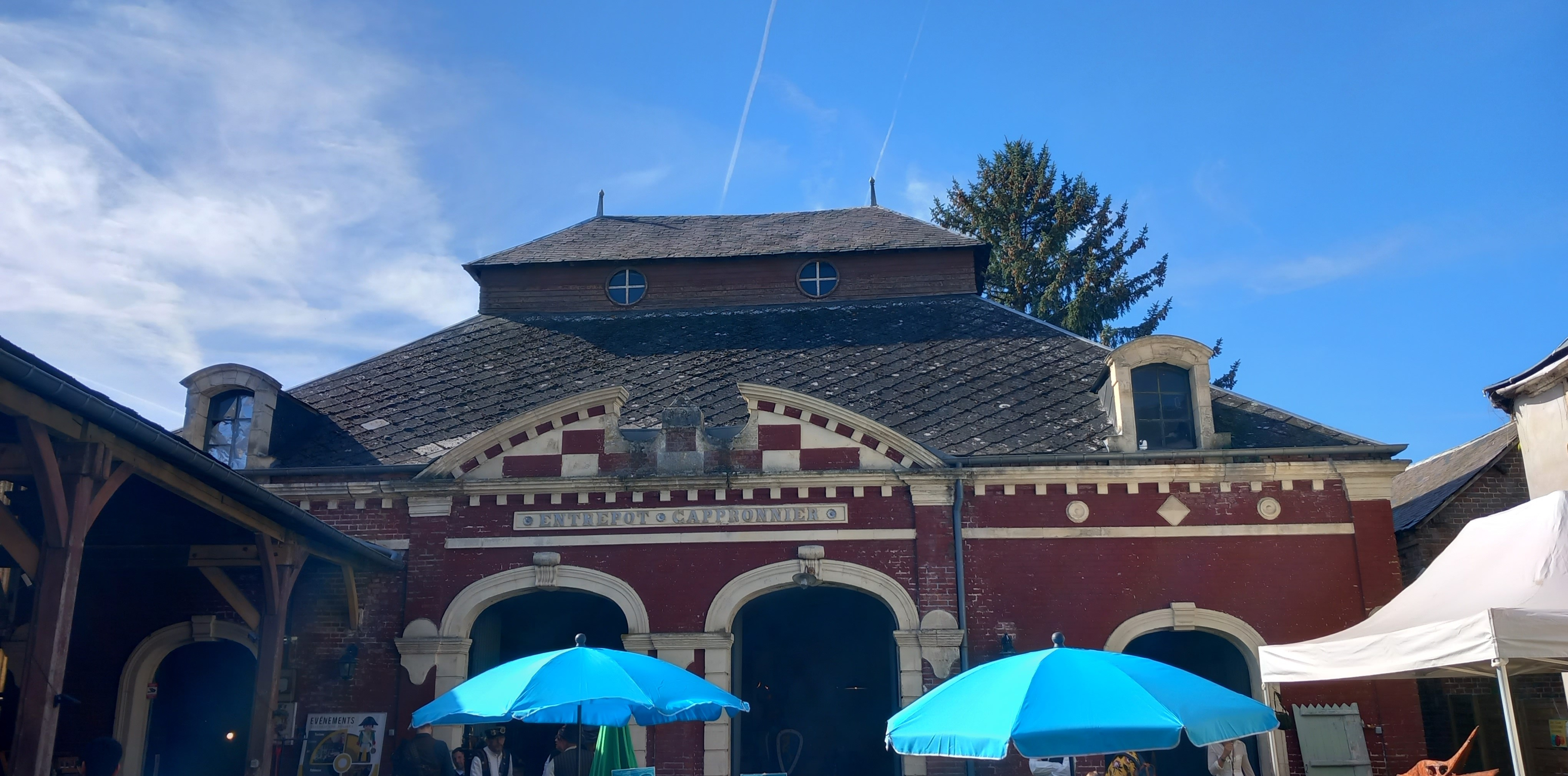
Intérieur de l'entrepôt Cappronier.

On peut également signaler :

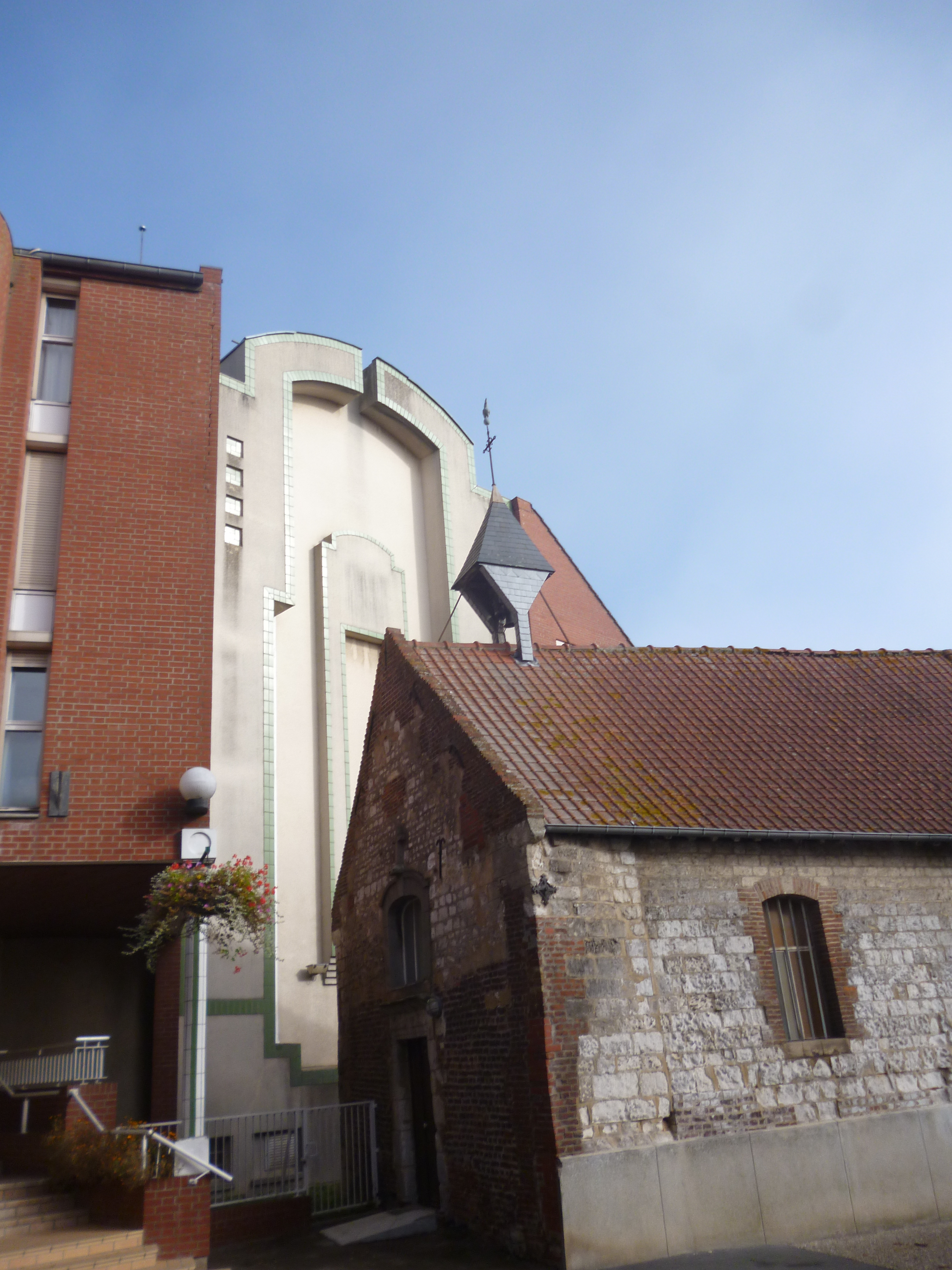
La chapelle de la comtesse de Montmorency et la maison de retraite en arrière-plan.

- Église Saint-Jean-Baptiste : détruite à l'occasion des bombardements de la Bataille de France en 1940, elle fut reconstruite après guerre par l'architecte Louis Arretche. De construction moderne en béton armé doublé de pierres de taille et avec des verrières en dalles de verre du peintre Nicolas Untersteller, ses fonts baptismaux se trouvent dans un bâtiment séparé. Près de l'église, gisant de Nicolas Corbel, abbé de Breteuil.
En 2016, cet édifice édifié à l'économie dans les conditions de la reconstruction et inauguré en 1959 nécessite d'importants travaux de restauration[84],[85].

- Chapelle Saint-Cyr  et Sainte-Julitte, dans le cimetière communal[86].
- Château, construit en 1822, et utilisé depuis 2019 par l'intercommunalité comme gite de groupe[31].
- Chapelle de la comtesse de Montmorency.
- Chapelle Notre-Dame-de-la-Délivrance.
- Monument aux morts, surmonté de la statue Le Poilu victorieux réalisée par Eugène Bénet[87].
- La zone humide de Breteuil réalisée par l'intercommunalité, située au cœur de la ville entre deux étangs, qui  comprend circuit pédagogique présentant la  faune et la flore locale, avec  des panneaux pédagogiques ainsi qu'un verger conservatoire accessible au public toute l'année. Des QR codes permettent de télécharger un audioguide enregistré par les élèves de l'école Hyppolyte-Bayard[88],[89]

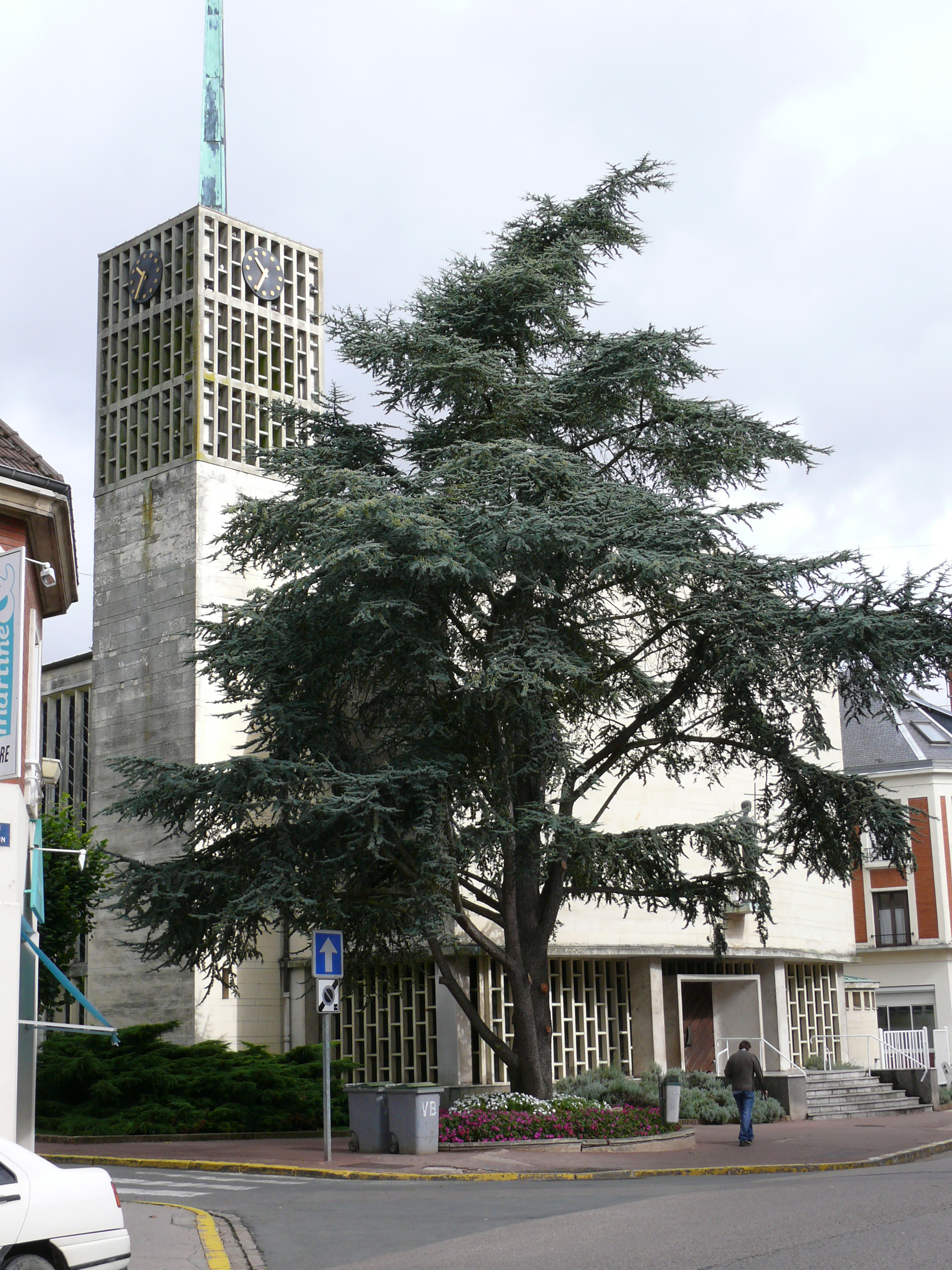
L'église paroissiale reconstruite par Louis Arretche.
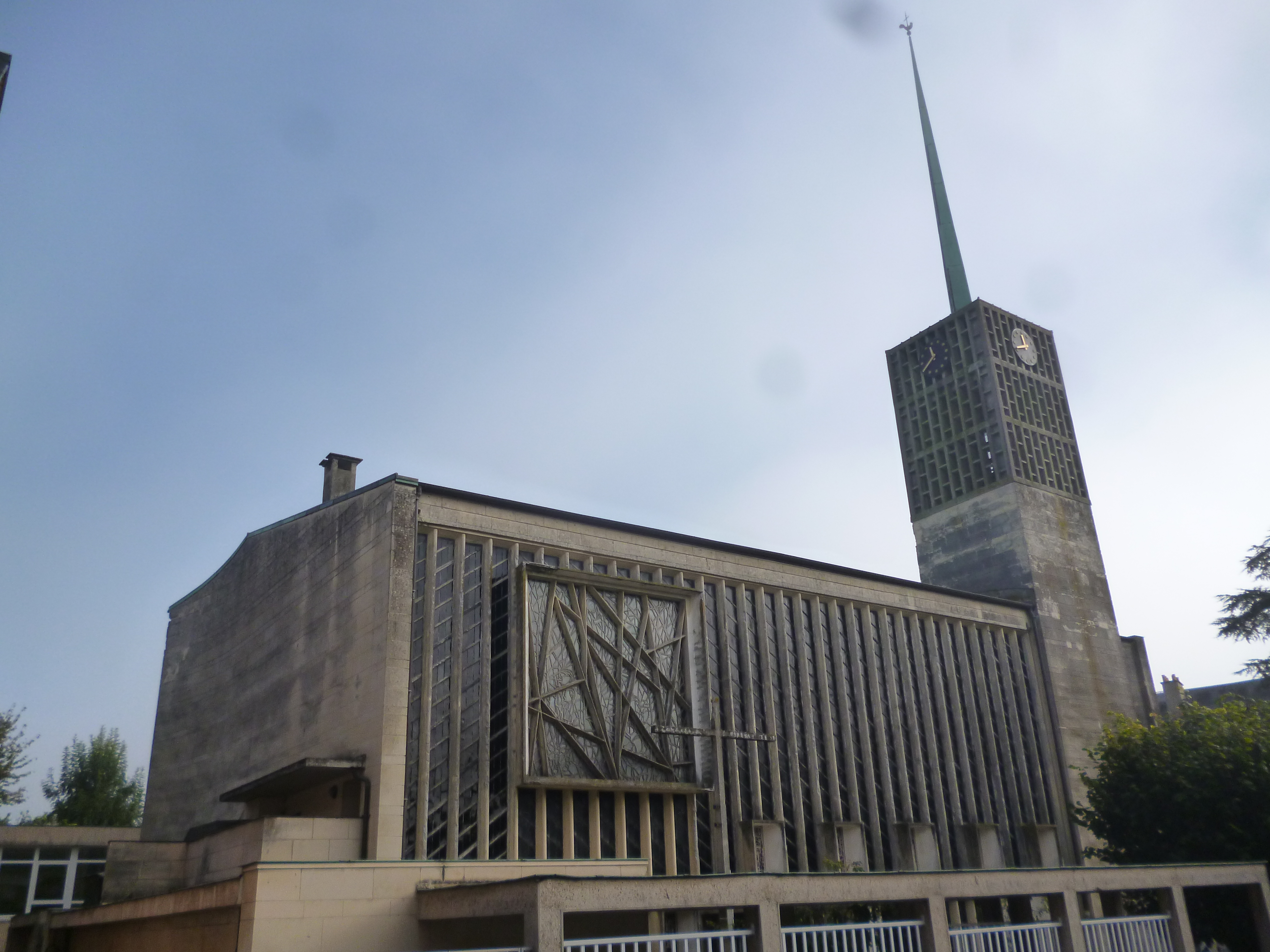

### Personnalités liées à la commune
- Jean Wauquelin serait né dans les environs de Breteuil-sur-Noye[90]. Il aurait aussi fait ses études à l'ancienne abbaye de Breteuil[91].
- Nicolas Corbel, abbé de Breteuil décédé en 1418, dont le gisant se trouve dans la chapelle de l'abbaye[31].
- Nicolas-Pierre Paillart, homme politique, y naquit en 1754, son père, Cyr Paillart, était lieutenant du maire de Breteuil.
- Octave Levavasseur, ancien aide de camp du maréchal Ney, fait édifier en 1822 le château actuel et y demeure jusqu'à sa mort en 1866[31].
- Rosalie Lamorlière (1768-1848), elle fut la dernière servante de Marie-Antoinette à la Conciergerie, avant son exécution en 1793.
- Hippolyte Bayard, photographe français qui y naquit en 1801. Après les expériences de Jacques Daguerre et Nicéphore Niépce, il améliora le procédé de tirage de Henry Fox Talbot, et obtint les premiers positifs directs sur papier en 1839[92].
- Rémy Jacques, homme politique né le 17 janvier 1817 à Breteuil (Oise) et mort à Oran le 15 septembre 1905.
- Adéodat Compère-Morel, homme politique, écrivain y est né en 1872[93].
- Robert Gueudet (1910-1966), industriel, dirigeant du Groupe Gueudet, est né à Breteuil.
- Roger  Cerveaux, habitant Breteuil, militant communiste et typographe  à l'Humanité, est  arrêté en juillet 1941 et déporté un an plus tard par le convoi des 45 000 au départ de Compiègne à destination  d'Auschwitz  où  il  meurt  le  15 septembre 1942[39].

### Héraldique
| Blason de Breteuil | Blason  | D'or à la croix de gueules cantonnée de seize abeilles renversées d'azur ordonnées 2 et 2 dans chaque canton, au franc-canton aussi d'or chargé d'une étoile aussi de gueules. Ornements extérieursCroix de guerre 1914-1918 et Croix de guerre 1939-1945) |
| Blason de Breteuil | Détails | Ce blason, qui est celui de la branche cadette des Montmorency-Laval, entrée par alliance à la seigneurie de Breteuil en 1305, dérive de celui de la branche ainée des Montmorency. Le statut officiel du blason reste à déterminer.                       |

## Pour approfondir